# Лакз
Лакз (Лакзан, Лекия, , Лекзистан, Лекх, Лекети,, Лезгистан, Ликзи, Лазки) — раннефеодальное государственное образование V—XVI веков, охватывавшее в основном ареал расселения лезгиноязычных народов на юге современного Дагестана и на северо-востоке Азербайджана. Сведения письменных источников о Лакзе весьма отрывочны, но они позволяют иметь определённое представление о существовавшем политическом образовании. Из источников известны две столицы Лакза — Билистан и Цахур, последний из которых назван у аль-Казвини «главным городом страны Лакзан». Аль-Казвини упоминает о переносе столицы Лакза из Билистана в Цахур.
Лакз располагался по течению реки Самур между Ширваном (северная часть современного Азербайджана) и Табасараном. В. Ф. Минорский обозначает место обитания лакзов к западу от Маскута, в верхнем течении реки Самур.

## Территория и месторасположение
У арабских авторов под названием «Лакз» всегда подразумевался район расселения представителей лезгинской группы языков (кроме табасаранцев и удин).
Согласно «Очеркам Истории Дагестана», в X веке Лакз охватывал территорию, занимаемую носителями лезгинской группы языков (современные агулы, лезгины, рутульцы, цахуры, отчасти также дидойцами), и, как пишет Пиотровский Б., в бассейне Самур, Курах-чай и Чирах-чай.
Согласно арабскому историку Балазури, страна лакзов находилась на равнине между Самуром и городом Шабран. По сообщению другого арабского историка, географа и путешественника Мас’уди, народ лакзов жил в самых высоких горах этой местности. Мусульманский энциклопедист XIII века Якут аль-Хамави пишет, что «Лакз — страна за Дербентом». Курдский историк Ибн ал-Асир (1160—1234) понимал под «страной Лакз» то Южный Дагестан, то область между Дербентом и аланами. В «Книге путей и государств» персидского перевода географа аль-Истахри имеется следующая запись:

На берегу этого моря (Хазарского моря — прим.) имеется город Шабиран, маленькое, но благословенное место со многими рустаками. Выше этих рустаков лежит рустак Джасмадан до границы Ширвана и Баку, (а также рустаки) Дербак и Лакз. В этом рустаке (то есть Лакзе) имеется гора, куда сгоняют скот этой страны, чтобы пасти его там, причём здесь нет нужды в охране.

Б. Б. Пиотровский отмечал, что Лакз, расположенный в Южном Дагестане, локализуется в основном в долине реки Самур и охватывает территорию, населенную лезгинами. В этой же области локализует государство историк и археолог,  М. И. Артамонов: Страна Лакз лежала по реке Самуру, а название «лакз» сохранилось в общем наименовании южнодагестанских племен — лезг-и
В. Ф. Минорский локализует область, населённую племенами лакз, к западу от области Маскут, в верхнем течении реки Самур. 
Минорский отмечает, что области Шабран и Маскат в ранний период также принадлежали Лакзу, но постепенно были аннексированы Ширваншахами. Также Минорский относил к Лакзу и области Хирсан и Вардан, при этом отмечая, что Хирсан «был частью территории лакзов, уже включенной в Ширван».

Область Лакз простиралась вдоль всей северной части Ширвана, от которого она была отделена юго-восточным отрогом Кавказских гор. Это обуславливало её значение для Ширвана как буфера, защищавшего Ширван от северных захватчиков. Мас’уди писал: «Царство Лакз — оплот (му’аувал) царства Шарван». К X—XI векам Лакз сохранял лишь часть своих первоначальных владений.
Шихсаидов делает вывод о том, что в этом районе существовало яйлажное скотоводство и что в состав Лакза входили как горные, так и равнинные земли.
Арабский учёный XIV—XV вв. из Египта Шихабаддин Аль-Калкашанди, автор последней большой энциклопедии мамлюкской эпохи, сообщал о городе Лакз и его жителях лакзах, живших в горах, пограничных с хулагуидским Ираном.
В «Истории Ширвана и Дербента» (написана в начале XII века) упоминаются Западный и Восточный Лакз (существовавшие в начале XI века). По мнению Шихсаидова, речь, возможно, идёт о двух самостоятельных государственных образованиях. У арабских авторов IX—X веков столица Лакза не упоминается, но персидский учёный Закария аль-Казвини называет Цахур «главным городом» страны Лакзан. По мнению Шихсаидова, возможно, под Лакзаном у аль-Казвини понимается Западный Лакз. Дагестанский историк Р. М. Магомедов вообще считает, что ещё до арабского вторжения, то есть до середины VII века, Цахур стал центром своего ханства.
Курдский автор XII века Масуд ибн Намдар упоминает «Балх Лакза, находящийся в чаще лесов», что, возможно, свидетельствует о существовании в Южном Дагестане некоего Балха, но отождествлять этот Балх с древнедагестанским городом-крепостью (согласно народным преданиям, в Дагестане Балхом именовали кумыкское селение Эндирей) в Терско-Сулакском междуречье, по крайней мере, нет достаточных оснований. По мнению А. К. Аликберова, «более или менее уверенная идентификация Балха, о котором говорит Мас’уд ибн Намдар, возможна только с двумя населёнными пунктами Лакза — городом Билидж (совр. Белиджи), точнее с территорией его старой застройки в Южном Дагестане, и городом Балах/Булах (совр. Белоканы) в Закавказье. Действительно, графическая основа обоих слов совершенно идентична: различие между ﺑﻠﺞ и ﺑﻠﺦ только в диакритике: оно сводится к расположению точки под или над последней буквой». 
Российский историк А. Г. Гаджиев пишет, что «Лакз — это территория современных лезгинских народностей».

Во французском источнике 1869 года, Лакз распологают в Южном Дагестане,  в частности говорится: 
Абульфеда  помещает Шаки недалеко от истоков реки Самур, реки, протекающей через страну Лекзи или Лезгинов в Южном Дагестане , и которую д'Анвиль приравнивает к Албанусу Птолемея. Эта река сегодня отделяет Кюринское владение от Самурского округа и двумя основными устьями впадает в Каспийское море к юго-востоку от Дербента.

## История

### Лакз иСасанидский Иран
По сообщению арабского историка Балазури, сасанидский шах Хосров I Ануширван (правил в 531—579 годах), завоевав часть Восточного Кавказа,

пригласил …царей, назначил их, предоставив каждому из них шахство (над отдельной областью). Среди них хапан горы, а он сахиб ас-Серир, и называется он вахрарзаншах, царь (малик) Филана, а он филаншах, Табасараншах, царь ал-Лакза с титулом джуршаншах и царь Маската, царство которого (в настоящее время уже) не существует, и царь Лирана, с титулом лираншах. И назначил он владетеля (сахиб) Бухха над Буххом, владетеля Зирикерана над Зирикераном. И утвердил он маликов горы ал-Кабк в их владениях и заключил с ними мир, на условиях внесения подати (итав).

Данное сообщение свидетельствует о том, что сасанидский правитель застал в регионе местных правителей, власть которых он сохранил и утвердил. 
Исследователь Мохсен Закери в своей книге «Sasanid Soldiers in Early Muslim Society: The Origins of 'Ayyārān and Futuwwa» пишет со ссылкой на Якута аль-Хамави, что для охраны границ своего государства в Армении Сасаниды привлекли наёмников из Табарсарана, Филана, Лирана, Ширвана и Лакза, причём наиболее существенную роль среди них играли многочисленные выходцы из Лакза.

### Лакз в эпоху арабских завоеваний
Арабские завоеватели впервые появились в пределах современного Дагестана в середине VII века. В 722 году арабы вновь вступили на территорию нынешнего Дагестана, разбив хазар. Одновременно арабский правитель Армении Харис ибн Амр Таиец «совершил поход в страну лакзов и занял окрестности Хасмадана».
Во время похода другого арабского полководца, впоследствии омейядского халифа Дамаска — Марвана ибн Мухаммада, последний, временно подчинив своей власти Серир, Туман, Зирихгеран и Кайтак, обложил их непосильным налогом. К мусульманскому войску отказался присоединиться царь Лакза, стремившийся в то время к заключению мира с хазарами. Имя данного владетеля у арабских авторов (Ибн аль-Асама аль-Куфи и Халифа бен Хаййат) немного различается. Историки, используя арабоязычные работы, по-разному транслитерировали данное имя: одни писали Авиз; Буниятов передавал его имя как Арбис. За отказ от уплаты налогов Марван в 736 году (118 г. х.) сам отправился против царя Авиза (Арбиса — прим.). Он «предпринял поход с целью наказать этого Авиза и, двинувшись по долине Семера (Самура?), перебил жителей, разорил страну и оставался в ней целый год, не будучи в состоянии сломить сопротивление крепости, в которой заперся Авиз». В другом арабском источнике об этих событиях рассказывается иначе: в частности, когда Марван

расположился перед крепостью лакзов, (князь которых), отказавшись внести наложенную на него контрибуцию, отправился (за помощью) к владетелю хазар, но (случайно) был убит стрелой, (пущенной) пастухом, который не знал его. После этого Мерван заключил с лакзами мир, по которому они обязались доставлять ежегодно двадцать тысяч мер в зернохранилище. Он поручил Хашраме Сулямиту управлять ими.

Хашрам ас-Сулами стал родоначальником последующих царей ал-Лакза.

### Последующие сведения о Лакзе
В 762 году область Лакз перешла в руки хазар.  В сентябре 953 года царь лакзов Хашрам Ахмад ибн Мунабби был избран эмиром Дербента, но в марте 954 года его свергли и изгнали из страны. Известно, что в Лакзе нашёл убежище правитель Табасарана Хайтам, добивавшийся самостоятельности. Среди лакзов скрывался глава дербентских раисов Муфаридж ибн Музаффар. Кроме того, в Лакзе также нашёл убежище брат ширваншаха Гуждахам б. Саллар, бежавший от сельджукского султана, вступившего в 1067 году в Арран.
Во второй половине XI века власть и влияние ширваншаха в Южном Дагестане значительно усиливается. К 1074 году «ширваншах занял земли Восточного и Западного Лакза» и, после ожесточённых боёв с населением в течение 1074—1075 гг., насильно собирал с них харадж. Во времена Мас’уда ибн Намдара (секретарь, автор сборника переписки; одно время состоял при ширваншахе Фарибурзе I) лакзы были настолько мирно настроены, что ширваншах хотел использовать их в качестве посредников для обращения гумиков в ислам.
К XIII веку Лакз уже не представлял собой централизованного государства; по свидетельству Якута аль-Хамави, «над ними стоят малики», что может говорить о политической раздробленности Лакза. При этом жители области — лакзы — продолжают рассматриваться как единая народность. Эпиграфика местности указывает на наличие таких центров, как Цахур, Ахты, Рутул и Мискинджа. В феврале 1222 года лакзаны, курджи и другие мусульманские народности Дагестана и Ширвана восстали против вторгшихся туда кипчаков. «Испугавшись, кипчаки ушли по направлению к Ширвану, а потом перешли в сторону лакзов. Однако мусульмане, курджи, лакзы и другие, почувствовав смелость по отношению к ним, уничтожили их, убили, грабили и захватили в плен, так что кипчакский раб продавался в Дербенд-Ширване по (самой) низкой цене».
Источники называют «лакзов» в составе грузинских войск и в неудачной битве у Болниси в начале 1229 г., что было самой серьёзной попыткой сопротивления Джалаладдину. Там же автор указывает, что примечательно, что если прежде «лакзы» нередко упоминались как участники многих военно-политических событий на Кавказе (в Тифлисе, Болниси и других ' отдаленных местах), то после 40-х годов XIII в. этот этноним фигурирует в письменных источниках лишь в связи с внутридагестанскими событиями.
К XIV веку Лакз был очень ослаблен.
В одном из письменных сведений о действиях на Кавказе армии ильхана Аргуна есть глухое упоминание об участии «лакзов» в ежедневном снабжении войска (по всей вероятности, ильханского) в течение двух месяцев. Это обстоятельство, очевидно, служит одним из первых свидетельств привлечения дагестанцев к военным предприятиям ильханских войск. В другом письменном источнике, хулагуидском, содержится указание на наличие каких-то связей лакзов с Золотой Ордой: «племена лакзов … имели большую связь с той (золотоордынской) стороной». С этим, в частности, связан тот факт, что в 1319 году они скрыли от хулагидского гарнизона Дербента весть о приближении армии Узбека, что привело к сдаче крепости без сопротивления.

## Население
Как замечает А. Р. Шихсаидов, ознакомление с местными источниками позволяет прийти к заключению, что их авторы прежде всего вкладывали в термин «Лакз» понятие территориальное, а не этническое или политическое. В. В. Бартольд также писал, что «арабские авторы как будто обозначали названием „лакз“ особый народ, местоположение которого, впрочем, не указывается точнее». Все лезгиноязычные народы объединялись под названием «жители страны Лакз». Но при этом авторы ясно указывают о городах этих народов: одним из таких примеров является сообщение о Шиназе XIII века известного географа и космографа Закарийа ал-Казвини (1203—1283 г.). Он писал: 
«Шиназ – это городок в стране Лакзан, на краю очень высокой горы. К нему нет иной дороги, как по вершине горы. Кто хочет попасть сюда, тот берет в руки палку и медленно спускается, из-за сильного ветра, чтобы ветер не сбил его с ног. Холод у них черезмерно силен в течение семи месяцев. У них прорастает сорт зерна, называемый «ас-сульт». Кое-что из горных яблок. Жители его добрые, мирные, гостеприимные по отношению к бедным, радушные к чужеземцам. Ремесло их заключается в изготовлении вооружения, как кольчуга (дир) и панцири (джавашин) и другие виды вооружения».
По сведениям Балазури, в эпоху арабских завоеваний полководец Мерван поселяет хазар «между Самуром и Шабираном, на равнине в области Лакз». По сообщениям Якута аль-Хамави, «…страна ал-Лакз, они народ многочисленный… (у них) деревни благоустроенные и районы многочисленные». Ибн ал-Асир упоминает, что монголы при первом походе встретили севернее Дербента народ лакзов, под которыми он подразумевает жителей не только Южного Дагестана, а всех горных районов Дагестана, независимо от их этнической принадлежности. Но в местном употреблении и у арабских географов термин «лакзы» или «лезгины» применяется только к племенам Южного Дагестана.
Криштопа, касаясь Лакза XIII века, отмечает, что лакзы продолжают рассматриваться как единая народность.

О лакзах писал Вивьен де Сен Мартин:
Правитель Ширвана , чьи владения простирались на север до Дербента, от имени своих подданных правил народом под названием Лекзи, многочисленный народ горцев. 
Лекзи, также названные Лакзи у других арабских авторов, являются Легами древних греков, Леки грузин, Лекки армян, Лезги наших путешественников; они не изменили ни места жительства, ни имени.
Табасаранцы занимали территорию, расположенную между Лекзи и Вратами Ворот. Они были родственниками Лекзи, но их было меньше, и они занимали меньшую территорию.

### Лакзы и Арран
В некоторых источниках отмечается, что лакзы также проживали на территории исторической области Арран. Так, в историческом труде «Джами’ ад-дувал» указано, чтосреди известных городов Аррана: Тифлис, Шамкур, ал-Байлакан, Сарир-Аллан. Это обширная область, на землях (которой) проживали лакзы. "Лакз" также название горы.

## Культура и общество

### Религия
Масуди, включавший в «страну лакзов» территорию дидойцев, сообщает, что «среди [лакзов] имеются неверные, не подчиняющиеся царю Ширвана. Они называются язычниками Дуданийа (надо: Дидуванийа, Дидо) и не подчиняются никакому царю». По сведениям Ибн ал-Асира, даже в первой четверти XIII века часть населения Дагестана из «лакзов» ещё не приняла ислам. Он сообщает, что в 1221 году татары, завоевав Ширван, двинулись на север и «убили много лакзов — мусульман и неверующих».
Из среды «лакзов» известны несколько мусульманских учёных. В частности, родом из «страны Лакз» (Билад лакз) был знаток хадисов и придворный историограф династии Аглабидов Йусуф ал-Лакзи (ум. до 1089—1090 г.). В семье выходцев из «страны Лакз» (Билад лакз) родился ещё один знаток хадисов и придворный историограф династии Хашимидов в Дербентском эмирате, один из влиятельнейших шейхов Баб аль-Абваба Маммус ал-Лакзи (приблизительно 1040—1110 гг.), являющийся автором хроники «История Дербента и Ширвана». Был и ученый 13 века, Абдул-Вахид аль-Аваджухи аль-Лакзи из лезгинского села Аваджух (ныне Кусарского района Республики Азербайджан). Ученые из Хиналуга также носили нисбу Лакзи.

### Язык и общественный строй
Якут аль-Хамави приводит сведения о сословной иерархии: «в земле Лакз (имеется слой) свободных, известных под именем ал-хамашира, а над ними (то есть управляют ими) — малики, а ниже ал-мишак, а затем пахари (акара) и слуги или ремесленники (муххан)». Это известие позволяет судить о наличии классового деления в Лакзе, где верховная власть в Лакзе была сосредоточена в руках правителей (маликов). По догадке Михаэля де Гуе, последние два (акара и муххан) означают земледельцев и ремесленников. М. И. Артамонов, учитывая, в случае если это так, такую мысль, высказывает возможность считать считать ал-мишак воинами-дворянами, а маликов соответственно князьями. Якут аль-Хамави также рассказывает, что у жителей Лакза «имеются возделываемые дийа (дийа амира) и населённые области». В арабских текстах неоднократно упоминается термин «дийа», но под таковыми могут пониматься либо отдельный тип поселения, либо земельный участок/земельная собственность.
Арабский путешественник из Гранады Абу Хамид аль-Гарнати, посетивший в 1131 году Дербент, перечислил языки, на которых говорили люди, среди которых первым указал лакзанский язык. Как сообщает ал-Казвини, в медресе селения Цахур имелись учитель (мударрис) и законоведы (факихи), которые «перевели на лакзанский язык „Мухтасар ал-Музани“ и „Книгу имама аш-Шафии“ и занимаются ими обоими». Анатолий Генко и другие историки переводят лакзанский язык как «лезгинский язык».